# Fosta reședință regală din Constanța
Fosta reședință regală din Constanța este un monument istoric aflat pe teritoriul municipiului Constanța.